# Phelsuma parva
Phelsuma parva is een hagedis die behoort tot de gekko's. Het is een van de soorten madagaskardaggekko's uit het geslacht Phelsuma.

## Naam en indeling
De soort werd voor het eerst wetenschappelijk beschreven door Harald Meier in 1983. Oorspronkelijk werd de wetenschappelijke naam Phelsuma quadriocellata parva gebruikt. De gekko werd lange tijd als een ondersoort gezien van de pauwoogdaggekko (Phelsuma quadriocellata) maar wordt tegenwoordig als een aparte soort erkend.
De soortaanduiding parva betekent vrij vertaald 'klein' en slaat op de relatief geringe lichaamslengte.

## Uiterlijke kenmerken
Phelsuma parva bereikt een kopromplengte tot 3,6 centimeter en een totale lichaamslengte inclusief staart tot 8,5 cm. De hagedis heeft een groene kleur en heeft een vage tekening zonder strepen. Het aantal schubbenrijen op het midden van het lichaam bedraagt 67 tot 71.

## Verspreiding en habitat
De soort komt voor in delen van Afrika en leeft endemisch in Madagaskar. De habitat bestaat uit vochtige tropische en subtropische laaglandbossen. De soort is aangetroffen van zeeniveau tot op een hoogte van ongeveer 500 meter boven zeeniveau.

## Beschermingsstatus
Door de internationale natuurbeschermingsorganisatie IUCN is de beschermingsstatus 'veilig' toegewezen (Least Concern of LC).